# 华严寺 (厦门)
华严寺是中国福建省厦门市的一座寺庙，坐落于思明区思明南路。该寺庙始建于明万历四十四年（1616年），相传有一林氏女子日夜诵《华严经》，故以此命名。清朝初期，该寺毁于战火，于康熙年间重建。抗日战争时遭日军轰炸，几次修复均因资金不足告终。1994年香港明伦佛堂住持释悟光集240万元人民币重建，于1995年开工2000年竣工。
寺庙总面积520平方米，建筑面积达1600平方米。华严寺总计三层，临街为山门，正面一楼为大悲殿，第二楼为大雄宝殿。现华严寺有僧伽7人，常住居士7人，释悟光为住持。